# 楠蒂亚 (多尔多涅省)
楠蒂亚（法語：Nanthiat，法語發音：[nɑ̃tja]）是法国多尔多涅省的一个市镇，属于农特龙区。

## 地理
楠蒂亚（45°24'29"N, 0°59'8"E）面积11.12 平方千米，位于法国新阿基坦大区多爾多涅省，该省份为法国西南部内陆省份，是法國本土面积第三大的省，大致对应佩里戈尔地区，北起顺时针与夏朗德省、上维埃纳省、科雷兹省、洛特省、洛特-加龙省、吉倫特省和滨海夏朗德省接壤。
与楠蒂亚接壤的市镇（或旧市镇、城区）包括：萨拉扎克、伊勒河畔科尔尼亚克、楠特伊、圣叙尔皮斯-代克西德伊。

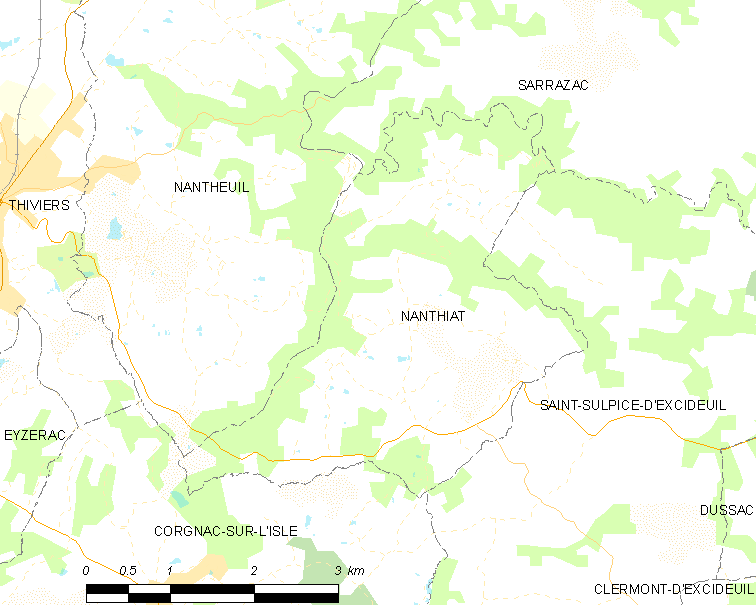
的OSM定位图

楠蒂亚的时区为UTC+01:00、UTC+02:00（夏令时）。

## 行政
楠蒂亚的邮政编码为24800，INSEE市镇编码为24305。

## 政治
楠蒂亚所属的省级选区为蒂维耶县。

## 人口

1962-2008年间人口变化图示

楠蒂亚于2022年1月1日时的人口数量为239人。